# Kate Lester
Kate Lester (Shouldham Thorpe (Norfolk), 12 de juny de 1857-Hollywood, 12 d'octubre de 1924) va ser una actriu de teatre i de cinema mut.

## Biografia
Sarah Cody (nom artístic Kate Lester) va néixer a Anglaterra el 1857 però la seva família, els Suydam, era de l'alta societat novaiorquesa. De ben petita va voler ser actriu, però es va trobar amb les reticències de la família Va estudiar art dramàtic al Normal College sota el mestratge de Dion Boucicault. Un dia, el director de l'obra Partners va demanar a Boucicault una gran dama per interpretar el paper de Lady Silverdale, ja que l'actriu que tenia el paper estava malalta, i aquest va recomanar Kate Lester, que així va fer el seu debut. Va tenir tan d'èxit que va retenir el paper durant la resta de la temporada. En aquell moment va decidir prendre el nom artístic de Kate Lester i en poques temporades va obtenir un lloc en la companyia de Richard Mansfield. La seva carrera teatral va ser d'èxit i va actuar amb figures com John Drew, William H. Crane, Madame Fiske, Henrietta Crossman, Robert Mantell o Julia Marlowe.
En el cinema es va especialitzar en papers de mare o de dona d'alta societat. El 1916 va debutar com a actriu cinematogràfica amb un contracte amb la Famous Players però l'any següent va signar per a la World Film participant en les diferents productores distribuïdes per aquesta companyia. Va Intervenir en pel·lícules com Broken Ties (1918) o Little Women (1919). El 1919 va signar per a la Goldwyn Pictures, on romandria fins a finals de 1921, i a partir d'aleshores va treballar per a diferents companyies fins a la seva mort. Va morir als 67 anys a Hollywood víctima d'una explosió de gas que es va produir en el seu camerino.

## Filmografia seleccionada
- Molly Make-Believe (1916)
- Destiny's Toy (1916)
- The Reward of Patience (1916)
- The Social Secretary (1916)
- The Kiss (1916
- A Coney Island Princess (1916)
- The Fortunes of Fifi (1917)
- God's Man (1917)
- Darkest Russia (1917)
- To-Day (1917)
- The Divorce Game (1917)
- Betsy Ross (1917)
- Adventures of Carol (1917)
- The Good for Nothing (1917)
- The Volunteer (1917)
- The Unbeliever (1918)
- Broken Ties (1918)
- His Royal Highness (1918)
- The Way Out (1918)
- The Cross Bearer (1918)
- The Reason Why (1918)
- The Heart of a Girl (1918)
- Annexing Bill (1918)
- The Golden Wall (1918)
- Doing Their Bit (1918)
- The Love Net (1918)
- Little Women (1919)
- The Crook of Dreams (1919)
- The Hand Invisible (1919)
- A Man and His Money (1919)
- The Stronger Vow (1919)
- The City of Comrades (1919)
- The Crimson Gardenia (1919)
- The Solitary Sin (1919)
- The City of Comrades (1919)
- Through the Wrong Door (1919)
- Upstairs (1919)
- Lord and Lady Algy (1919)
- Flame of the Desert (1919)
- Bonds of Love (1919)
- The Gay Lord Quex (1919)
- The Cup of Fury (1920)
- The Paliser Case (1920)
- The Woman in Room 13 (1920)
- Simple Souls (1920)
- Stop Thief! (1920)
- Earthbound (1920)
- Officer 666 (1920)
- Made in Heaven (1921)
- Don't Neglect Your Wife (1921)
- Oh Mary Be Careful (1921)
- Dangerous Curve Ahead (1921)
- The Hole in the Wall (1921)
- The Beautiful Liar (1921)
- The Fourteenth Lover (1922)
- Rose o' the Sea (1922)
- A Tailor-Made Man (1922)
- The Eternal Flame (1922)
- Remembrance (1922)
- One Week of Love (1922)
- Quincy Adams Sawyer (1922)
- The Glorious Fool (1922)
- Gimme (1923)
- Can a Woman Love Twice? (1923)
- The Fourth Musketeer (1923)
- Modern Matrimony (1923)
- Her Accidental Husband (1923)
- The Love Trap (1923)
- The Hunchback of Notre Dame (1923)
- The Wild Party (1923)
- The Marriage Market (1923)
- The Rendezvous (1923)
- The Satin Girl (1923)
- Black Oxen (1924)
- Leave It to Gerry (1924)
- The Beautiful Sinner (1924)
- The Goldfish (1924)
- Beau Brummel (1924)
- The Beautiful Sinner (1924)
- The Wife of the Centaur (1924)
- The Price of Pleasure (1925)
- Raffles, the Amateur Cracksman (1925)
- The Meddler (1925)